# Noëlle Heuqueville
Pour les articles homonymes, voir Heuqueville.
Noëlle Heuqueville est une femme relieur française de la Renaissance, principalement active entre 1582 à 1584. Elle est l'épouse de Nicolas Ève et la mère de Clovis Ève, tous deux relieurs du roi.
Noëlle Heuqueville reprend l'atelier Ève après la mort de son mari et jusqu'à la majorité de leur fils Clovis. Elle travaille essentiellement sur des reliures à décors de fanfare ou de semis pour l'Ordre du Saint-Esprit (probablement à destination du roi Henri III).